# Touwtjesmos
Touwtjesmos (Anomodon) is een geslacht uit de touwtjesmosfamilie (Anomodontaceae). Het geslacht omvat wereldwijd 19 soorten, waarvan er 5 in Europa voorkomen.

## Kenmerken
De planten van dit geslacht zijn behoorlijk krachtig en groeien vaak in uitgestrekte, gele tot bruingroene of zelfs zuiver groene gazons. De op het substraat liggende hoofdstengels zijn uitloperachtig en bedekt met kleine blaadjes. Hieruit ontstaan de opgaande tot rechtopstaande secundaire stengels. Deze secundaire stammen of takken hebben meestal weinig takken. De takbladeren zijn eenzijdig of alzijdig, vochtig uitstekend, lancetvormig tot tongvormig en hebben een eenvoudige, sterke bladnerf die voor de bladpunt eindigt. Paraphyllia zijn afwezig. De bladcellen zijn zeskantig afgerond, aan de bladbasis rechthoekig of langwerpig tot afgerond. Ze hebben aan beide zijden een of meer papillen. Het sporenkapsel op de rechte, langwerpige seta is rechtopstaand en langwerpig cilindrisch. Het peristoom is dubbel, het sporenkapseldeksel is conisch tot snavelvormig, de calyptra is hoedvormig en glad. De planten zijn tweehuizig.

## Soorten
Het geslacht touwtjesmos is het typegeslacht van de touwtjesmosfamilie (Anomodontaceae) binnen de orde Hypnales. Er zijn 19 soorten. De volgende vijf soorten komen in Europa voor:
- Anomodon attenuatus (klein touwtjesmos)
- Anomodon longifolius
- Anomodon rostratus
- Anomodon rugelii
- Anomodon viticulosus (groot touwtjesmos)